# Columbus Control Centre
El Columbus Control Centre és el Centre de Control de Missió que s'utilitza per controlar el laboratori d'investigació europeu Columbus, que és part de l'Estació Espacial Internacional (ISS). El centre de control forma part del Centre Alemany d'Operacions Espacials i està ubicat a les instal·lacions del Centre Aeroespacial Alemany (DLR) a Oberpfaffenhofen, prop de Múnic, Alemanya. El centre és operat per la DLR, sota el contracte de l'Agència Espacial Europea (ESA) i EADS Astrium.
El Columbus Control Centre va entrar en completa operació durant la missió del Transbordador STS-122, que va lliurar el mòdul Columbus a l'ISS. El mòdul es va acoblar a l'ISS l'11 de febrer de 2008.